# Irradiación (óptica)

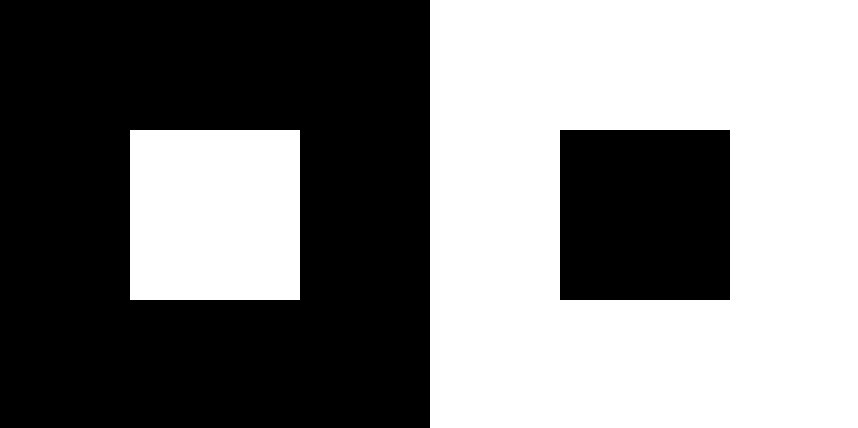
Ejemplo del efecto de irradiación

El efecto de irradiación es una ilusión de la percepción visual en el que un área iluminada del campo visual se ve más grande que un área oscura de tamaño idéntico.
Surge en parte por la dispersión de la luz dentro del ojo. Esto tiene el efecto de ampliar en la retina la imagen de un área de luz.

## Historia
El primero que mencionó esta ilusión fue Galileo Galilei (1564-1642), en su Dialogo sopra i due massimi sistemi del mondo (Diálogos sobre los dos máximos sistemas del mundo) de 1632.
Alrededor de 1867, el físico alemán Hermann von Helmholtz (1821-1894) le puso el nombre actual.